# Homem-Grilo
Homem-Grilo é um personagem brasileiro de histórias em quadrinhos criado por Cadu Simões. Ele é um super-herói satírico que vive em Osasco City, cidade fictícia baseada em Osasco, cidade natal de Simões. Inspirado principalmente no Chapolin Colorado e no Homem-Aranha, seu alter ego é o estudante Carlos Parducci, que ganha seus superpoderes após ser mordido por um grilo radioativo. Ele possui força física e agilidade e sua única fraqueza é ter medo de baratas.
A primeira webcomic do Homem-Grilo foi publicada na internet em 8 de junho de 2000 por Simões e seu vizinho, Ricardo Marcelino, que ajudou a desenvolver o visual do personagem. Depois disso, Simões publicou HQs do Homem-Grilo em fanzines e publicações independentes, até que, a partir de 2018, passou a se focar apenas na produção digital. Posteriormente, Cadu Simões criou o Cricket Rider, inspirado nos super-heróis das séries japonesas de tokusatsus, mangás e animes.
Após o falecimento de Marcelino, em 2015, as histórias do Homem-Grlo passaram a ser ilustradas por Will até 2018. Após um hiato de dois anos, em 2021 Simões voltou a fazer HQs inéditas do personagem, dessa vez em parceria com Fred Hildebrand.
Em 2008, as histórias do Homem-Grilo, assim como o visual de todos os personagens relacionados às webcomics, passaram a ter licença livre Creative Commons que permite a qualquer pessoa copiar, compartilhar, redistribuir, criar algo novo a partir da obra em qualquer formato e suporte, desde que seja dado o crédito aos autores e indicado a fonte das obras.
Em 2020, os quadrinhos do personagem foram publicados pela primeira vez em Portugal, pela editora FA.
Em 2023, a HQ ganhou o 35º Troféu HQ Mix na categoria de melhor web quadrinhos.